# Cleorina longicornia
Cleorina longicornia es un coleóptero de la familia Chrysomelidae.
Fue descrita científicamente en 1992 por Tang.